# Tomrogersia villiersi
Tomrogersia villiersi är en skalbaggsart som beskrevs av Monné M. L. och Monné M. A. 2006. Tomrogersia villiersi ingår i släktet Tomrogersia och familjen långhorningar. Inga underarter finns listade i Catalogue of Life.